# Saturn Outlook
Saturn Outlook ― це повнорозмірний кросовер від підрозділу General Motors Saturn.

## Огляд

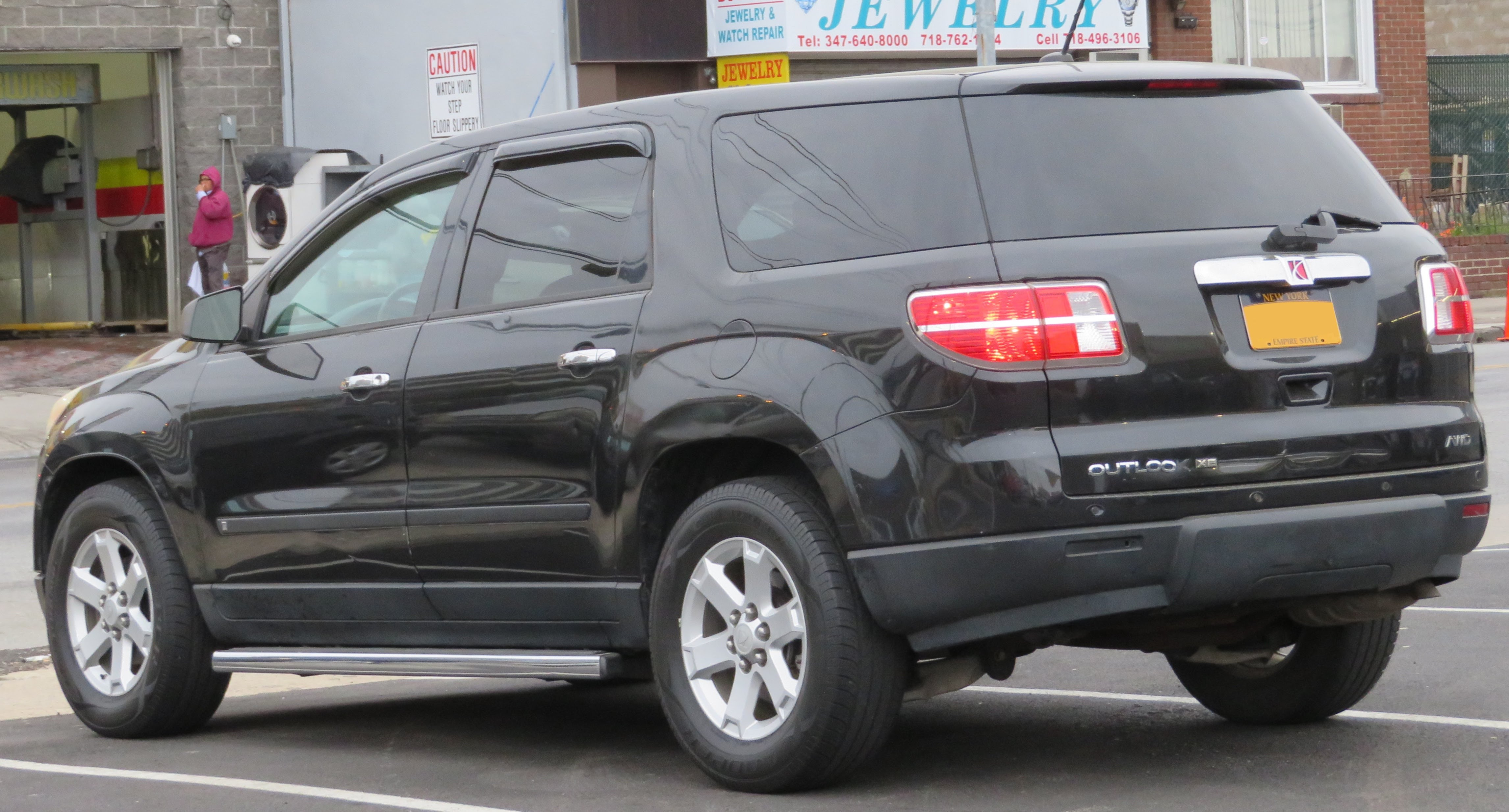

Він був заснований на платформі GM Lambda, яку він поділив з Buick Enclave, Chevrolet Traverse та GMC Acadia. Outlook надійшов в продаж у 2006 році як модель 2007 року. У Saturn Outlook була найнижча ціна серед позашляховиків «Лямбда» розроблених на платформі GM Lambda, нижче GMC Acadia та Buick Enclave. Зрештою, Chevrolet Traverse зайняв би місце Outlook як модель, орієнтована на сім'ю, після введення Traverse на 2009 модельний рік, а також згортання Outlook разом з рештою марки Saturn в 2010 році, 2010 останній модельний рік для Outlook. Продажі Saturn Outlook були припинені після модельного року 2010 року.
Після відкликання заявки Penske Automotive на придбання Saturn, компанія General Motors оголосила у вересні 2009 року, що припинить продаж марки Saturn до 31 жовтня 2010 року, коли вона припинить свою діяльність. GM логотипи були застосовані на вхідних дверях Outlook; логотип GM припинив застосовуватись у Outlook у 2010 році, але логотип GM застосовувався на моделях Outlook на початку 2010 року.

## Двигуни
- 3.6 L LY7  V6
- 3.6 L LLT  V6

## Продажі
| рік  | США    |
| ---- | ------ |
| 2006 | 144    |
| 2007 | 34,748 |
| 2008 | 25,340 |
| 2009 | 13,115 |
| 2010 | 3,637  |